# Chevrolet 1600
Chevrolet 1600 ist die Bezeichnung für vier Pkw-Modelle der 1950er- und 1960er-Jahre. Hersteller war Chevrolet in den USA.

## Beschreibung
1958 gab es unter dieser Bezeichnung eine 2- oder 4-Türige Limousine namens Biscayne und einen 5-Türigen Kombi namens Brookwood.
Von 1959 bis 1964 hieß das entsprechende Modell Bel Air und war als Limousine mit 2 oder 4 Türen, 2-Türiges Coupé oder 5-Türiger Kombi erhältlich.
Daneben gab es unter dieser Bezeichnung von 1959 bis 1960 5-Türige Kombis namens Kingswood und Parkwood. Letzterer war auch 1961 noch erhältlich.
All diese Modelle sind mit Achtzylinder-V-Motoren ausgestattet. Sie sind vorne eingebaut und treiben die Hinterräder an.